# ISO 3166-2:AT
ISO 3166-2:AT è uno standard ISO che definisce i codici geografici per le suddivisioni dell'Austria ed è un sottogruppo dello standard ISO 3166-2.
I codici coprono i nove stati federati (Länder) e sono formati dalla sigla AT-, seguita da una cifra da 1 a 9.

## Lista dei codici

Mappa dei Länder austriaci indicati con il proprio numero identificativo.

| Codice | Land          |
| ------ | ------------- |
| AT-1   | Burgenland    |
| AT-2   | Carinzia      |
| AT-3   | Bassa Austria |
| AT-4   | Alta Austria  |
| AT-5   | Salisburghese |
| AT-6   | Stiria        |
| AT-7   | Tirolo        |
| AT-8   | Vorarlberg    |
| AT-9   | Vienna        |